# 風のたより
「風のたより」（かぜのたより）は、村下孝蔵の楽曲。1988年11月21日にCBSソニーよりシングルが発売された。

## 解説
村下のデビュー8年目、ベスト盤「初恋ミニアルバム」をはさんで14枚目のシングルとして発売された。また、同年発売のアルバム『恋文』の6曲目として収録された。
「'88赤い羽根共同募金」のイメージソングとして使用され、ジャケットにもその旨が明示されていた。
このシングルはレコードとCDで同時発売されたが、1回きりでCDに統一され、EPレコードでの発表はこの曲が最後となった。後に同じ曲の組み合わせでEPレコードのプロモーション盤が出ているが、レコード店向けの非売品であった。

## 収録曲
- 全曲、作詞・作曲:村下孝蔵／編曲:水谷公生

1. 風のたより
2. ネコ

## その他
レコードでは両A面扱いで、ジャケットでは「風のたより ネコ」と対等に曲名が書かれていた。